# General Pedernera (departement)
General Pedernera is een departement in de Argentijnse provincie San Luis. Het departement (Spaans:  departamento) heeft een oppervlakte van 15.057 km² en telt 110.814 inwoners.

## Plaatsen in departement General Pedernera
- Juan Jorba
- Juan Llerena
- Justo Daract
- La Punilla
- Lavaisse
- San José del Morro
- Villa Mercedes
- Villa Reynolds